# (16810) Pavelaleksandrov
(16810) Pavelaleksandrov (1997 UY2) – planetoida z pasa głównego asteroid okrążająca Słońce w ciągu 3 lat i 187 dni w średniej odległości 2,31 j.a. Została odkryta 25 października 1997 roku.